# Johann Jakob Dörr
Johann Jakob Dörr (* 15. November 1777 in Rheinbischofsheim; † 1. Oktober 1846 ebenda) war ein badischer Gastwirt und Politiker. Er war Mitglied der Zweiten Kammer der Badischen Ständeversammlung in Karlsruhe von 1819 bis 1823 & 1831 bis 1835 für das Amt Rheinbischofsheim / Kork.

## Herkunft
Johann Jakob Dörr wurde als Sohn des Gastwirtes Johannes Dörr (* 23. Februar 1742 in Rheinbischofsheim; † 5. März 1796 ebenda; evangelisch) geboren. Ursprünglich stammt die Familie Dörr aus Grünberg in Hessen.

## Familie
Dörr war mit Maria Magdalena Fischer verheiratet. Sie hatten vier Kinder (Jakob, Johannes, Ludwig und Emma). Sein Sohn Jakob (* 9. Juli 1799 in Rheinbischofsheim; † 6. April 1868 ebenda; evangelisch) war nach ihm ebenfalls Mitglied der Zweiten Kammer der Badischen Ständeversammlung in Karlsruhe von 1842 bis 1851 & 1857 bis 1858, sowie Bürgermeister von Rheinbischofsheim. 
Die Familie Dörr war Preisträger der Medaille 1. Klasse für Hanfbau bei der Weltausstellung in Paris 1855.